# Oscar Frithiof Nordquist
Il dottore Oscar Frithiof Nordquist (19 maggio 1858 – 1925) è stato un esploratore, geografo, scienziato e idrografo finlandese.
All'età di dodici anni fu uno dei migliori studenti della scuola d'arte dell'Associazione Artistica Finlandese. Quando era tenente dell'esercito del Granducato di Finlandia, accompagnò, come interprete di russo, Adolf Erik Nordenskiöld sulla Vega attraverso il passaggio a nord-est nel 1879 (spedizione Vega). Nel 1887 guidò una spedizione nel golfo di Botnia, dando così il via agli studi idrografici in Finlandia. Nel 1901 fu a capo della delagazione finlandese alla II Conferenza per l'Esplorazione dei Mari di Christiania.